# 統毗伽可賀敦
統毗迦可賀敦（古突厥語拉丁轉寫：Ton Bilgä Katun）延陀氏（592年—647年9月15日），延陀部人，東突厥汗國乙彌泥孰俟力苾可汗李思摩之妻。

## 生平
關於延陀氏的生平，我們只能從她的墓誌銘中略知一二。她的祖先在突厥汗國內世襲俟斤、達干等官職。她與李思摩可能於西元603年，思摩統治薛延陀等部落的期間成婚。630年，延陀氏在東突厥汗國瓦解之際與丈夫李思摩一同投降唐朝。638年（貞觀12年），她被唐朝封為統毗迦可賀敦。647年9月15日（貞觀廿一年八月十一日），延陀氏病逝於夏州的濡鹿輝，唐太宗下詔將她合葬於不久前去世的丈夫李思摩的墓中。

## 墓誌
大唐故右武衛大將軍贈兵部尚書李思摩妻統毗伽可賀敦延」陁墓誌並序
　　夫人姓延陁，陰山人也。肇系緒於軒皇，派昌源於父命，奄瀚海而」開祚，疏朔野以承家。曾祖莫賀啜頡筋，祖莫汗達官，父區利支達」官，並襲英猷，咸能世職。泛遙源於獯粥，聳崇構於淳維。雄砂塞以」飛聲，會龍城而騰實。夫人垂芒昴宿，誕茲淑貞。髫齡而機惠異倫」，笄年而艷彩絕類。擅芳聲於狼望，流美譽於祁連。遂得作配賢王」，嬪于景族。贈兵部尚書、故李思摩即其夫也。逮貞觀三年，匈奴中」亂，思摩率眾，因而歸朝。預識去就之機，抑亦夫人之助。貞觀十二」年十一月己亥朔日辛丑，詔授統毗伽可賀敦。而報施無」徵，福善虛應，所天先殞，同衾以違。撫繐帳以銜哀，闃穹廬而增思」。春秋五十有六，貞觀廿一年八月十一日遘疾薨于夏州濡鹿輝之所，奉詔合葬于思摩之塋。承議郎、守曹王掾普文直」監護葬事。喪紀所由，皆降天慈，禮也。夫人弱而立志，貞固」邁于松筠；爰洎壯齡，風霜不渝其勁。殆可以母儀中域，豈直詒訓」天山而已。華實方茂，摇落先秋。種類攀號，酋豪泄涕。薤歌唱而徐」引，掊馬嘶以悲吟。風日茫而黯無色，川原寂而拱木陰。乃為銘曰：
　　悠哉夏后，胤緒靈長。雄慈朔漠，爰自有商。惟祖惟考，奕葉鷹揚。流」芳大夏，遺則龍鄉。於穆夫人，誕生鍾美。幼智孩日，夙成髫始。盼倩」其貌，瓌姿獨峙。淑慎其容，媲乎君子。露殘華蕊，霜摧蘭薄。同穴先」彫，蘭儀後落。佳城鬱鬱，形神有託。永去朝景，空悲夜壑。當保高祚」，萬壽是基。曾未胡耇，儵登遠期。悲纏八狄，悼結九夷。四德無泯，千」載長辭。白日徒曉，幽泉永暮。拱樹吟風，宿草垂露。種落摧瘁，酋豪縞素。哭慟山阿，歌悲松路。悲笳霄囀，曉挽凄鏘。素車徐軫，丹旐飛」揚。形沉厚夜，魂遊故鄉。唯金石與蘭菊，歷終古而堅芳。

## 家族
曾祖父：莫賀啜頡筋
祖父：莫汗達官
父：區利支達官
夫：東突厥乙彌泥孰俟力苾可汗李思摩
子：唐朝左屯衛中郎將李遮匐